# Corneille des Moluques
Corvus validus
Ne doit pas être confondu avec Corbeau à gros bec.
Espèce
Statut de conservation UICN

NT : Quasi menacé
La Corneille des Moluques (Corvus validus) est une espèce de passereaux de la famille des Corvidae.

## Description
Cette corneille mesure de 45 à 53 cm de long pour 300 g. Son plumage est noir et brillant. Le bec et les pattes sont noirs. Les iris sont blancs.

## Distribution et habitat
Cette espèce est endémique des Moluques, en Indonésie. Les forêts où vivent ces corneilles sont dégradées, mais elles semblent cependant bien s'adapter aux zones cultivées ou partiellement exploitées.